# 서탄초등학교

## 학교 연혁
- 1930년 12월 15일 서탄공립보통학교(4년제) 개교설립인가 8월 22일
- 1938년 4월 1일 서탄공립심상소학교로 개명[1]
- 1941년 4월 1일 서탄공립국민학교로 개명[2]
- 1942년 4월 1일 6년제(수업연한)로 연장
- 1990년 12월 15일 개교 60주년 기념행사 실시
- 1993년 2월 28일 금각분교장 편입
- 1994년 2월 28일 내수분교장 편입
- 1996년 3월 1일 서탄초등학교로 개칭[3]
- 2000년 8월 31일 금각분교장을 복창초등학교와 통폐합
- 2000년12월 15일 개교 70주년 기념 행사 실시 (타임캡슐 설치, 은행나무 문집 발간)
- 2003년 10월 10일 실외 토목공사 및 병설유치원 신축
- 2017년 9월 1일 이윤희 교장 취임
- 2020년 12월 15일 개교 90주년 기념행사 실시
- 2021년 1월 15일 제88회 졸업식(총 졸업생 수 6,465명)
- 2021년 3월 1일 6학급 편성(특수학급 1학급), 내수분교장 3학급 편성

## 학교 상징
- 교화 - 개나리
  - 노랗고 다정한 꽃은 우리에게 새봄의 새희망, 평화의 상징이다.
  - 얽히고 설킨 덩쿨은 협동과 총화단결의 상징이다.
- 교목 - 은행나무
  - 노랗게 물든 아름다운 잎은 아름답고 깨끗한 마음의 상징이다.
  - 좋은 열매와 값진 재목은 쓸모있게 자라려는 우리의 소원이다.
  - 모든 병충해를 이기고 튼튼함은 건강하게 자라야 할 우리의 바램이다.

## 참고 자료
- 서탄초등학교 - 한국교육학술정보원 학교알리미